# Deutsche Einband-Meisterschaft 1955/56

Veranstaltungsort: Berlin

Die Deutsche Einband-Meisterschaft 1955/56 ist eine Billard-Turnierserie und fand am 3. März 1956 in Berlin zum siebten Mal statt.

## Geschichte
Die Meisterschaft wurde wieder als Multidisziplin-Meisterschaft (Freie Partie, Cadre 71/2 und Einband) ausgetragen. Durch den enormen Zuschauerandrang und die Aufzeichnungen für das Fernsehen (es wurden sehr heiße Strahler aufgestellt) war der Festsaal im Gesundbrunnen sehr heiß. Das hatte natürlich Einfluss auf die Leistungen. Trotzdem gewann wieder der Frankfurter Walter Lütgehetmann mit guten Leistungen. Nur der Kölner Ernst Rudolph konnte ihn bei seiner 129:150-Niederlage ein wenig gefährden. Er wurde am Ende Dritter hinter Siegfried Spielmann.

## Modus
Gespielt wurde im Round Robin-Modus bis 150 Punkte.
Die Endplatzierung ergab sich aus folgenden Kriterien:
1. Matchpunkte
2. Generaldurchschnitt (GD)
3. Bester Einzeldurchschnitt (BED)
4. Höchstserie (HS)

## Teilnehmer (alphabetisch)
1. Walter Lütgehetmann (Billard-Club Frankfurt/Main), Titelverteidiger
2. Rudolf Apelt (Berliner Billardfreunde 1921)
3. Ernst Rudolph (Kölner Billard-Club 1908)
4. Siegfried Spielmann (Düsseldorfer Billardfreunde 1954)

## Turnierverlauf
| Name                | MP  | Pkte | Aufn. | ED   | HS |
| ------------------- | --- | ---- | ----- | ---- | -- |
| 1. Spielrunde       |     |      |       |      |    |
| Walter Lütgehetmann | 2:0 | 150  | 31    | 4,83 | 26 |
| Rudolf Apelt        | 0:2 | 50   | 31    | 1,61 | 7  |
| Ernst Rudolph       | 0:2 | 129  | 45    | 2,86 | 13 |
| Siegfried Spielmann | 2:0 | 150  | 45    | 3,33 | 18 |

| Name                | MP  | Pkte | Aufn. | ED   | HS |
| ------------------- | --- | ---- | ----- | ---- | -- |
| 2. Spielrunde       |     |      |       |      |    |
| Walter Lütgehetmann | 2:0 | 150  | 26    | 5,76 | 30 |
| Ernst Rudolph       | 0:2 | 58   | 26    | 2,19 | 10 |
| Siegfried Spielmann | 2:0 | 150  | 31    | 4,83 | 20 |
| Rudolf Apelt        | 0:2 | 51   | 31    | 1,64 | 17 |

| Name                | MP  | Pkte | Aufn. | ED   | HS |
| ------------------- | --- | ---- | ----- | ---- | -- |
| 3. Spielrunde       |     |      |       |      |    |
| Walter Lütgehetmann | 2:0 | 150  | 33    | 4,54 | 31 |
| Siegfried Spielmann | 0:2 | 87   | 33    | 2,63 | 12 |
| Ernst Rudolph       | 2:0 | 150  | 29    | 5,17 | 33 |
| Rudolf Apelt        | 0:2 | 68   | 29    | 2,34 | 14 |

## Abschlusstabelle
| MP    | Match Points (Sieger = 2; Unentschieden = 1; Verlierer = 0) |
| Pkte. | Erzielte Karambolagen                                       |
| Aufn. | Benötigte Versuche                                          |
| GD    | Generaldurchschnitt                                         |
| BED   | Bester Einzeldurchschnitt eines Spielers                    |
| HS    | Höchstserie                                                 |
|       | Bester GD des Turniers                                      |
|       | Bester ED des Turniers                                      |
|       | Beste HS des Turniers                                       |
|       | 1. Platz (Gold)                                             |
|       | 2. Platz (Silber)                                           |
|       | 3. Platz (Bronze)                                           |

| Klassement                | Klassement          | Klassement | Klassement | Klassement | Klassement | Klassement | Klassement |
| Platz                     | Name                | MP         | Pkte.      | Aufn.      | GD         | BED        | HS         |
| ------------------------- | ------------------- | ---------- | ---------- | ---------- | ---------- | ---------- | ---------- |
| 1                         | Walter Lütgehetmann | 6:0        | 450        | 90         | 5,00       | 5,76       | 31         |
| 2                         | Siegfried Spielmann | 4:2        | 387        | 109        | 3,55       | 4,83       | 20         |
| 3                         | Ernst Rudolph       | 2:4        | 337        | 100        | 3,37       | 5,17       | 33         |
| 4                         | Rudolf Apelt        | 0:6        | 169        | 91         | 1,85       | –          | 17         |
| Turnierdurchschnitt: 3,44 |                     |            |            |            |            |            |            |